# Fertile, Iowa
Fertile är en ort i Worth County i Iowa. Vid 2010 års folkräkning hade Fertile 370 invånare.

## Kända personer från Fertile
- Leo Elthon, politiker